# 扎哈里夫卡 (布羅瓦里區)
50°36′13″N 31°1′10″E / 50.60361°N 31.01944°E
扎哈里夫卡（烏克蘭語：Захарівка）是位於烏克蘭北部的村莊，由基辅州布羅瓦里區的大季梅爾卡市鎮負責管轄。該村始建於1928年，面積0.43平方公里，海拔高度107米，2001年人口73，人口密度每平方公里169.8人。